# Вільний вітер (фільм, 1983)
Про однойменний радянський художній фільм Леоніда Трауберга див. Вільний вітер (фільм, 1961)
«Вільний вітер» (рос. «Вольный ветер») — радянський двосерійний музичний художній телефільм, поставлений на кіностудії «Ленфільм» у 1983 році режисером Яном Фрідом. Екранізація однойменної оперети Ісака Дунаєвського.

## Сюжет
Дочка загиблого моряка на ім'я Стелла (Лариса Бєлогурова) живе разом з мамою в портовому місті однієї південної маленької країни. Після відходу фашистських окупантів порт практично не діє, роботи немає. Судновласник і фактичний господар порту Стен (Михайло Водяний), який втік через боязнь відплати за співпрацю з ворогами, але, заручившись підтримкою місцевої влади, — повернувся, пропонує сім'ї або заплатити всі борги, або ж вийти Стеллі за нього заміж. Міккі Стен, племінник старшого Стена, закохується в Пепіту, служницю портового кабака, але вона спочатку не відповідає йому взаємністю.
У Стеллу закохується і привабливий моряк і повстанець Янко (Андрій Харитонов). Про це дізнається судновласник і коли комісар поліції (Євген Весник) показує йому надіслану фотографію повстанця, він вказує на моряка. Стен робить дівчині пропозицію і обманним шляхом змушує її дати згоду. Дізнавшись про обман, дівчина тікає до Янко.
Після повернення Стена в порту поновлюються роботи, але в завантажених на корабель ящиках з апельсинами знаходяться аж ніяк не апельсини… Виявивши в ящиках трюму зброю, герої роблять все можливе, щоб ящики лягли на дно моря.

## У ролях
- Лариса Бєлогурова —  Стелла Маріс
- Андрій Харитонов —  Янко  (співає Валерій Лебідь)
- Тетяна Догілева —  Пепіта (співає Олена Камінська)
- Михайло Водяной —  Георг Стен
- Олександр Рищенко —  Міккі Стен
- Георгій Штиль —  Фома
- Микола Трофимов —  Філіп
- Вікторія Горшеніна —  Клементина
- Віктор Алоїн —  Цезар Галль
- Євген Весник —  комісар поліції  (роль озвучив — Ігор Єфімов)
- Борис Боровський —  господар кабачка
- Михайло Свєтін —  Одноокий (інформатор поліції)
- Станіслав Соколов —  Лисий
- Василь Леонов —  старий матрос
- Герман Орлов —  літній матрос

## Знімальна група
- Композитор —  Ісак Дунаєвський
- Автори сценарію — Михайло Мішин,  Ян Фрід
За мотивами лібрето —  Віктора Вінникова,  Віктора Тіпота,  Володимир Крахт
- Режисер-постановник —  Ян Фрід
- Оператор-постановник —  Микола Строганов
- Художник-постановник —  Олексій Рудяков
- Художник по костюмах —  Тетяна Острогорська
- Музичний консультант —  Вероніка Дударова
- Постановка трюків —  Дмитро Шулькін
- Балетмейстер —  Йосип Меркович
- Текст пісень —  Лев Куклін,  Віктор Вінников,  Володимира Крахт,  Віктор Тіпот